# Alyxia celebica
Alyxia celebica är en oleanderväxtart som beskrevs av D. J. Middleton. Alyxia celebica ingår i släktet Alyxia och familjen oleanderväxter. Inga underarter finns listade i Catalogue of Life.